# Lacinipolia indistincta
Lacinipolia indistincta är en fjärilsart som beskrevs av Embrik Strand 1917. Lacinipolia indistincta ingår i släktet Lacinipolia och familjen nattflyn. Inga underarter finns listade i Catalogue of Life.